# 春日健作
春日 健作（かすが けんさく, Kensaku Kasuga）は、日本の医師（認定内科医・神経内科専門医・認知症専門医）・医学者。アルツハイマー病やパーキンソン病などの神経変性疾患における脳脊髄液・血液バイオマーカーに関する研究に従事する。新潟大学脳研究所生命科学リソース研究センター遺伝子機能解析学助教。Frontiers in Dementia誌のAssosiate Editorを務める。

## 略歴
- 2000年 新潟大学医学部医学科卒業[1]。
- 2009年 新潟大学大学院 博士（医学）。
- 2010年-2012年 カリフォルニア大学サンディエゴ校 神経科学分野 博士研究員。
- 2012年 新潟大学医歯学総合病院神経内科 助教。
- 2014年 新潟大学研究推進機構超域学術院 助教。
- 2017年 新潟大学脳研究所 遺伝子機能解析学分野 特任助教。
- 2018年 新潟大学脳研究所 遺伝子機能解析学分野 助教。
- 2018年 第37回日本認知症学会学術集会にて学会奨励賞（臨床研究部門）を受賞（最優秀演題）。演題「脳脊髄液バイオマーカーAT(N) systemをもちいた認知症関連疾患の再考」[3]。

## 主な研究テーマ
- アルツハイマー病・異常リン酸化タウ蓄積におけるインスリンシグナル伝達障害の関与 （研究活動スタート支援：2009年度～2009年度）
- 神経細胞の過活動がネットワーク内のタウ蛋白リン酸化に及ぼす影響 （若手研究(B)：2014年度～2015年度）
- Aβ依存性の神経活動亢進によるアルツハイマ－病の病態促進機序の解明 （基盤研究(C)：2016年度～2018年度）
- 進行性核上性麻痺におけるアルツハイマー病関連蛋白の挙動とバイオマーカーへの応用（基盤研究(C)：2019年度～2021年度）

## 主要論文
- Differential levels of α-synuclein, β-amyloid42 and tau in CSF between patients with dementia with Lewy bodies and Alzheimer's disease (J Neurol Neurosurg Psychiatry. 2010 Jun;81(6):608-10.)
- α-Synuclein as CSF and Blood Biomarker of Dementia with Lewy Bodies (Int J Alzheimers Dis. 2012;2012:437025.)

## 所属学会
- 日本内科学会
- 日本神経学会
- 日本認知症学会